# Jean Robinet
Pour les articles homonymes, voir Jean-Baptiste-René Robinet et Jean-François Robinet.
Jean Robinet, né le 20 janvier 1913 à Percey-le-Grand (Haute-Saône) et mort le 14 mai 2010 à Saint-Broingt-le-Bois en Haute-Marne, est un écrivain français. Il se définissait comme un écrivain paysan.

## Biographie
Il est né le 20 janvier 1913 à Percey-le-Grand (Haute-Saône), aîné de cinq enfants. En 1933, il effectue son service militaire en Alsace, dans un régiment d'artillerie hippomobile. Cultivateur en Haute-Saône, mobilisé en 1939, il est fait prisonnier en 1940, et sous-officier, il refuse de travailler pour l'ennemi. Il est conduit en captivité, d'abord  dans l'oflag IV D puis dans les mines de Chaltzar en Tchécoslovaquie ;  malade, il effectue sa convalescence dans le stalag VIII C en Silésie et côtoie des jeunes épris de littérature. Il commence alors à écrire son premier ouvrage, Compagnons de labour, sur du papier d'emballage. 
En avril 1945, sa santé est délabrée, il rentre en convalescence à Percey-le-Grand. En 1949 il s'installe dans une ferme en Haute-Marne, à Saint-Broingt-le-Bois. Il meurt le 13 mai 2010 à l'âge de 97 ans, peu de temps après avoir cessé sa contribution au Républicain lorrain.
Sous le pseudonyme de Jean Fermier, il a publié des chroniques de la vie rurale, sous le titre "Rustiques", et du monde comme il va dans le journal La Haute-Marne libérée, puis dans Le Journal de la Haute-Marne, le Bien Public, Le Républicain lorrain et La Liberté de l'Est, pendant de très nombreuses années, et jusqu'à peu de temps avant sa disparition.
En 1954, avec d'autres agriculteurs voisins, la Maison Familiale d'éducation et d'orientation. Ensuite ils créent un CETA (Centre d'études techniques agricoles) qui permet aux exploitants de se former mutuellement avec le concours de techniciens.
Il était le président fondateur de l'Association Internationale des Écrivains Paysans d'expression française.
Pour avoir publié de nombreuses chroniques dans le journal Le Républicain lorrain, Jean Robinet est très populaire en Lorraine. Plusieurs de ses œuvres sont illustrées par Jean Morette. Sa sensibilité à l'écoute du monde paysan évoque Joseph Cressot, d'autant plus que les deux écrivains proviennent de la même région, une région que Jean-Christophe Demard, prêtre à Champlitte (Haute-Sâone), écrivain et historien, a appelé "le Haut-Gué", sur les confins haut-saônois et haut-marnais. La ressemblance ne s'arrête pas là. En effet, Joseph Cressot parti de Chatoillenot a fait une bonne partie de sa carrière en Moselle et c'est là qu'il est devenu chroniqueur dans un journal lorrain comme plus tard Jean Robinet, dans le Républicain Lorrain. "Le pain au lièvre" a ainsi d'abord été publié en petites livraisons, dans un journal de Metz.
Une place porte son nom à Villegusien-le-Lac(Haute-Marne).
La salle communale porte son nom à Percey-le-Grand (Haute-Saône).

## Décorations et récompenses
- 1945 : Prix Sully - Olivier-de-Serres pour le Roman des chevaux de labour[2].
- 1955 : Prix de la Paulée de Meursault (100 bouteilles de grand blanc) pour L'Autodidacte.

## Expositions
- 1999 : Musée d'Art et d'Histoire de Langres - Exposition La plume et la charrue du 21 janvier au 20 mars 1999.

## Œuvre
- Compagnons de labour. Roman d'un paysan et de ses chevaux, Flammarion, Paris, cop. 1946, 205 p. (2ème édition 1966, rééd. en 1983)
- L'autodidacte, Flammarion, Paris, 1955, 235 p. (rééd. Slatkine, 1981 et  Le Pythagore, 1998)
- Les grains sous la meule, roman, Flammarion, 1964
- La Rente Gabrielle, illustrations de Jean Morette, Société messine d'éditions et d'impression, Metz, 1968, 231 p.
- La Vingeanne pas à pas, 1968
- Les paysans parlent, Flammarion, 1970
- Voyage à travers la Haute-Marne, 1971
- Paysans d'Europe, Fayard, 1973
- Poils et panaches, illustrations de Jean Morette, Editions Serpenoise, 1975
- Légendes outrancières et sorcelleries au pays de Champlitte, Éditions R.E.P.P., 1976 (rééd. Slatkine reprints, 1984)
- Le cœur des hommes, illustrations de Jean Morette, Éd. Serpenoise, 1982, 335 p.
- Monsieur le Cochon, Gérard Klopp éditeur,1984
- Mont-Cierge, roman, Flammarion, 1985 (rééd. Le Pythagore, 1996)
- Ferveurs rustiques, illustrations de Jean Morette, Éd. Serpenoise, 1986
- La sixième gerbe, 1990
- Les Maîtres du saule : histoire de la vannerie, photographie de Daniel Robinet, Dominique Guéniot éditeur, 1991
- La Marne pas à pas, illustrations de Jean Bouchant, Presses du Village, 1993
- En ce coin inattendu,1995 (Parc de loisirs de Charmeval (52 Violot))
- Le vin du Tsar, 1997
- Cher Octave, 1998
- La Maldonne, roman, Le Pythagore éditions,1998
- La Plâtrière, 2001
- La Terre au cœur : propos d'un paysan, 2002
- Paroles de paysans - La vie d'un simple, Compagnons de labour, Petite chronique de la boue, 2005
- Argile, cette terre que nous aimons
- Instants, 2005
- La grange à Jean-Mathieu, journal d'un paysan du siècle, 2000
- Les mémoires d'une belle encornée, roman
- La dernière étape, Alsatia, 1970
- A chacun son aurore, roman, Mon Village, 1979
- Le maïs des sables, roman, Mon Village, 1982
- Cette faim de lire, Bibliothèque centrale de prêt de la Haute-Marne, 1993
- Les Marques profondes, Dominique Guéniot éditeur, 1983
- Mes chemins de coeur, illustrations de Bernard Marion, Gérard Klopp éditeur, 1997

## Source
- Michel Caffier, Dictionnaire des littératures de Lorraine, vol. 2, Metz, Serpenoise, 2003,  (ISBN 2-87692-612-1)
- Jean Robinet, la plume et la charrue, catalogue d'exposition, Musée d'art et d'histoire de Langres, Imprimerie du Petit Cloître, Langres, 1999 (dépôt légal: 110199.955)